# 圣米格尔-杜菲达尔古
圣米格尔-杜菲达尔古（葡萄牙語：São Miguel do Fidalgo）是巴西皮奥伊州的一个市镇。总面积802.748平方公里，总人口3032人，人口密度3.8人/平方公里。